# Маслово (Торжокский район)
Ма́слово — деревня в Торжокском районе Тверской области. Центр Масловского сельского поселения.
Находится в 17 км к западу от города Торжка, в 0,5 км от автодороги «Торжок — Осташков».

## Население
| 1859 | 1884 | 1920 | 1997 | 2002 | 2008 | 2010 |
| ---- | ---- | ---- | ---- | ---- | ---- | ---- |
| 426  | ↘425 | ↘355 | ↘259 | ↘253 | ↗286 | ↗311 |

## История
Во второй половине XIX — начале XX века деревня Большое Маслово относилась к Рашкинскому приходу Пречисто-Каменской волости Новоторжского уезда. В 1884 году — 76 дворов, 425 жителей. Бывшая деревня Малое Маслово сейчас южная часть деревни.
В 1997 году — 117 хозяйств, 259 жителей. Администрация Масловского сельского округа, центральная усадьба колхоза «Маслово» (ранее колхоз «Россия»), средняя школа, детсад, клуб, магазин, участковая больница; две братские могилы воинов, павших в Великой Отечественной войне.